# Хант, Джо
Джозеф (Джо) Рафаэль Хант (англ. Joseph "Joe" Raphael Hunt; 17 февраля 1919, Сан-Франциско — 2 февраля 1945, Атлантический океан) — американский военнослужащий теннисист-любитель и игрок в американский футбол. Чемпион США по теннису 1943 года, член Национального (впоследствии Международного) зала теннисной славы с 1966 года.

## Биография
Джо Хант родился в 1919 году в семье адвоката Реубена Ханта, одного из ведущих теннисистов-любителей Калифорнии. Он начал играть в теннис в раннем детстве, в пять лет уже приняв участие в своём первом детском турнире. Теннисом занимались также его старшая сестра Марианна и брат Чарли, в разные годы входившие в двадцатку лучших теннисистов США.
На раннем этапе своей теннисной карьеры Хант стал чемпионом США среди мальчиков (возрастная категория до 15 лет) и среди юношей (до 18 лет). В 17-летнем возрасте он уже входил в десятку сильнейших теннисистов США. В национальном чемпионате США он дебютировал в 1936 году, дойдя до третьего круга, а в 1939 и 1940 годах дважды становился его полуфиналистом, оба раза проиграв Бобби Риггсу. В 1938 году Хант выиграл чемпионат США среди студентов в парном разряде, выступая за университет Южной Калифорнии. В 1939 году он стал участником финального матча Кубка Дэвиса в паре с Джеком Креймером, но американская команда проиграла встречу австралийцам. По итогам этого сезона Хант был включён в список десяти сильнейших теннисистов мира, традиционно составляемый обозревателями газеты Daily Telegraph, на десятом месте. Обладая сильной подачей и отлично играя открытой ракеткой, Хант был убеждённым сторонником стиля serve-and-volley, заключавшегося в быстрых выходах к сетке сразу после подачи; Риггс называет его предшественником Креймера, прославившего этот стиль в годы после Второй мировой войны.
Помимо тенниса, Хант увлекался и другими видами спорта, в особенности американским футболом. В 1940 году, будучи курсантом Военно-морской академии США, он на позиции раннинбека участвовал в победе сборной ВМФ США над сборной сухопутных сил. В следующем году, всё ещё продолжая учёбу в Военно-морской академии, он стал чемпионом США по теннису среди студентов в одиночном разряде — второй случай в истории турнира, когда участник завоёвывал титул, выступая за разные вузы (через полвека после того, как этого добился Малькольм Чейс).
После вступления США во Вторую мировую войну Хант нёс службу на флоте, но получил отпуск для участия в чемпионате США 1943 года. Многие ведущие теннисисты страны были в это время тоже призваны на военную службу, и некоторые из них (в том числе прошлогодний чемпион Тед Шрёдер) не смогли участвовать; другие, в том числе посеянный под первым номером Фрэнк Паркер, подобно Ханту, получили увольнительную для участия в чемпионате. Турнирная сетка в одиночном разряде включала только 32 участника, до полуфинала игравших матчи до победы в двух сетах вместо трёх, а весь турнир продолжался шесть дней. Хант победил Паркера в четвертьфинале, а в финале, проходившем в тридцатиградусную жару, встретился с Креймером. Креймер, посеянный под третьим номером, перед матчем перенёс пищевое отравление и был далёк от своей лучшей формы. Хант (седьмая ракетка турнира) выиграл в четырёх сетах 6-3, 6-8, 10-8, 6-0. В тот момент, когда Креймер отбил последний мяч в игре за пределы площадки, Хант упал на корт, поскольку у него свело судорогой ноги; как позже шутил Креймер, если бы матч продлился ещё немного, его бы объявили победителем ввиду неспособности соперника продолжать игру.
Выиграв национальный чемпионат США, Джо Хант стал первым и единственным теннисистом в истории США, завоевавшим чемпионское звание среди мальчиков, юношей, студентов и взрослых. Сразу же по окончании турнира он вернулся на свой эсминец. В дальнейшем, ближе к концу войны, он был направлен на курсы пилотов-истребителей, что помешало ему принять участие в чемпионате США 1944 года. 2 февраля 1945 года, когда Хант совершал учебный вылет на одноместном истребителе Grumman Hellcat с базы в Дейтона-Бич (Флорида), его самолёт на высоте около 3 км свалился в штопор и рухнул в океан. Останки Ханта отыскать не удалось.
Джеки Верджил-Хант, на которой Джо Хант женился в 1943 году, после его смерти вторично вышла замуж за бывшего военного лётчика Уинсора Роули. Их сын Пайк и внуки Бретт и Карри также играли в теннис. В 1966 году имя Джо Ханта было включено в списки Национального (впоследствии Международного) зала теннисной славы, а в 2014 году его памяти была посвящена церемония, проведённая Ассоциацией тенниса Соединённых Штатов в ходе очередного Открытого чемпионата США.

## Финалы турниров Большого шлема

### Одиночный разряд (1-0)
| Результат | Год  | Турнир        | Покрытие | Соперник в финале | Счёт в финале       |
| --------- | ---- | ------------- | -------- | ----------------- | ------------------- |
| Победа    | 1943 | Чемпионат США | Трава    | Джек Креймер      | 6-3, 6-8, 10-8, 6-0 |

## Финалы Кубка Дэвиса
| Результат | Год  | Место проведения             | Команда                                         | Соперники в финале               | Счёт |
| --------- | ---- | ---------------------------- | ----------------------------------------------- | -------------------------------- | ---- |
| Поражение | 1939 | Хаверфорд, Пенсильвания, США | США: Дж. Креймер, Ф. Паркер, Б. Риггс, Дж. Хант | Австралия: Дж. Бромвич, А. Квист | 2:3  |